# 杜振榮
杜振榮（1943年11月25日—），中華民國（台灣）政治人物，曾任國民大會代表，後代表中國國民黨在台南市選區當選第三屆立法委員。
1998年底第四屆立法委員選舉改代表民主聯盟競選連任，但未當選。